# Magical Mystery Tour (album)
Vous lisez un « article de qualité » labellisé en 2014.
Pour les articles homonymes, voir Magical Mystery Tour.
EPs par The Beatles
Nowhere Man
(1966) The Beatles
(1981)
Albums de The Beatles
Sgt. Pepper's Lonely Hearts Club Band
(1967) The Beatles
(1968)
Albums nord-américains des Beatles
Revolver
(1966) Hey Jude
(1970)
Singles
1. Strawberry Fields Forever / Penny Lane
Sortie : 13 février 1967
2. All You Need Is Love / Baby, You're a Rich Man
Sortie : 17 juillet 1967
3. Hello, Goodbye / I Am the Walrus
Sortie : 27 novembre 1967

Magical Mystery Tour est le 9e album studio des Beatles, sorti le 27 novembre 1967 aux États-Unis parallèlement au film homonyme, tandis que la version britannique, mise en vente le 8 décembre suivant, est leur 13e et dernier E.P., cette fois sur deux disques. Cette bande originale contient six des sept titres liés au film, composés et enregistrés durant l'été et l'automne 1967. Cette sortie cadre dans la foulée du succès de Sgt. Pepper's Lonely Hearts Club Band et de la mort de Brian Epstein.
Deux titres s'y démarquent particulièrement, The Fool on the Hill et I Am the Walrus, tandis que la face B de l'édition américaine est prétexte à la réunion de tous les titres publiés uniquement en 45 tours par le groupe durant l'année, notamment All You Need Is Love, Strawberry Fields Forever et Penny Lane. Avec la bande originale Yellow Submarine qui paraîtra tardivement, ces chansons marquent les derniers feux de la période psychédélique du groupe, les Beatles s'écartant de ce genre dès l'année suivante.
Qu'il s'agisse du double E.P. britannique ou de l'album américain, le disque connaît un grand succès, atteignant le sommet des charts de sa catégorie aux États-Unis, et la deuxième place des classements de 45 tours en Angleterre (chose rare pour un double E.P.). La version américaine, en format 33 tours, est préférée du public et est généralisée à partir 1976.

## Historique

### Contexte

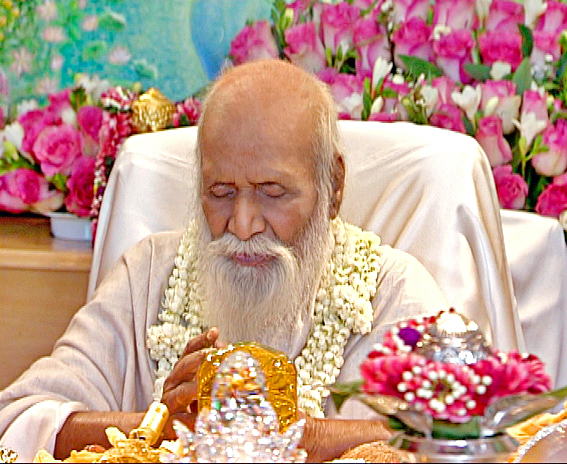
Courant 1967, les Beatles apprennent la mort de Brian Epstein alors qu'ils assistent à un séminaire organisé par le Maharishi Mahesh Yogi (photographié en 2007).

L'année 1967 est une année marquante dans l'histoire des Beatles. C'est en effet au mois de juin qu'ils publient l'album Sgt. Pepper's Lonely Hearts Club Band, souvent considéré comme un sommet dans leur carrière et une œuvre charnière de l'histoire du rock. Quatre mois avant, le disque a été précédé par un 45 tours, le double face-A Strawberry Fields Forever/Penny Lane. Le 25 juin, les Beatles représentent l'Angleterre durant l'émission Our World (en) diffusée en mondovision devant plus de 400 millions de téléspectateurs. Ils interprètent en direct, à cette occasion All You Need Is Love, qui connaîtra un grand succès lors de sa publication en 45 tours peu après. Ils sont no 1 des deux côtés de l'Atlantique en juillet 1967 avec cette chanson de John Lennon et l'album Sgt. Pepper dans le classement des 33 tours,.
Dans la foulée de la publication de Sgt.Pepper, les Beatles ont par ailleurs plusieurs projets. Ils doivent en effet préparer quelques chansons pour la bande originale du dessin animé Yellow Submarine, mais aussi s'attaquer à leur projet de téléfilm, Magical Mystery Tour. Les Beatles n'ont alors plus tourné de film depuis Help! en 1965. Brian Epstein, leur manager, avait envisagé à la fin de la même année de les faire jouer dans l'adaptation d'un roman dont il venait d’acquérir les droits, A Talent for Loving, mais le projet n'avait pas abouti. John Lennon explique : « Début 1967, on a réalisé qu'on ne ferait plus jamais de tournées en concert parce qu'on n'aurait pas pu reproduire sur scène le genre de musique qu'on s'était mis à enregistrer. Donc, si les spectacles sur scène c'était fini, on voulait quelque chose pour les remplacer. La télévision était la réponse évidente. » Les compositions qui en découlent dénotent un ton particulièrement psychédélique, que le groupe délaisse au début de l'année suivante. Dans ce contexte, Paul McCartney révèle à la presse que le groupe a consommé du LSD, choquant une partie de l'opinion publique ; tandis que le groupe signe une pétition dans le Times pour la légalisation de la marijuana.
À la même époque, George Harrison s'ouvre à la spiritualité indienne et initie le groupe à la méditation transcendantale du Maharishi Mahesh Yogi, qui mèneront quelques mois plus tard à un voyage en Inde. Le 27 août, alors qu'ils assistent à son séminaire à Bangor dans le pays de Galles, les Beatles apprennent la mort par surdose accidentelle d'Epstein, âgé de seulement 32 ans. Le choc initial dissipé, ils décident bientôt de gérer eux-mêmes leurs affaires et, pour se changer les idées, se remettent très rapidement au travail, encouragés par McCartney, s'attaquant vraiment à leur projet de film.

### Enregistrement

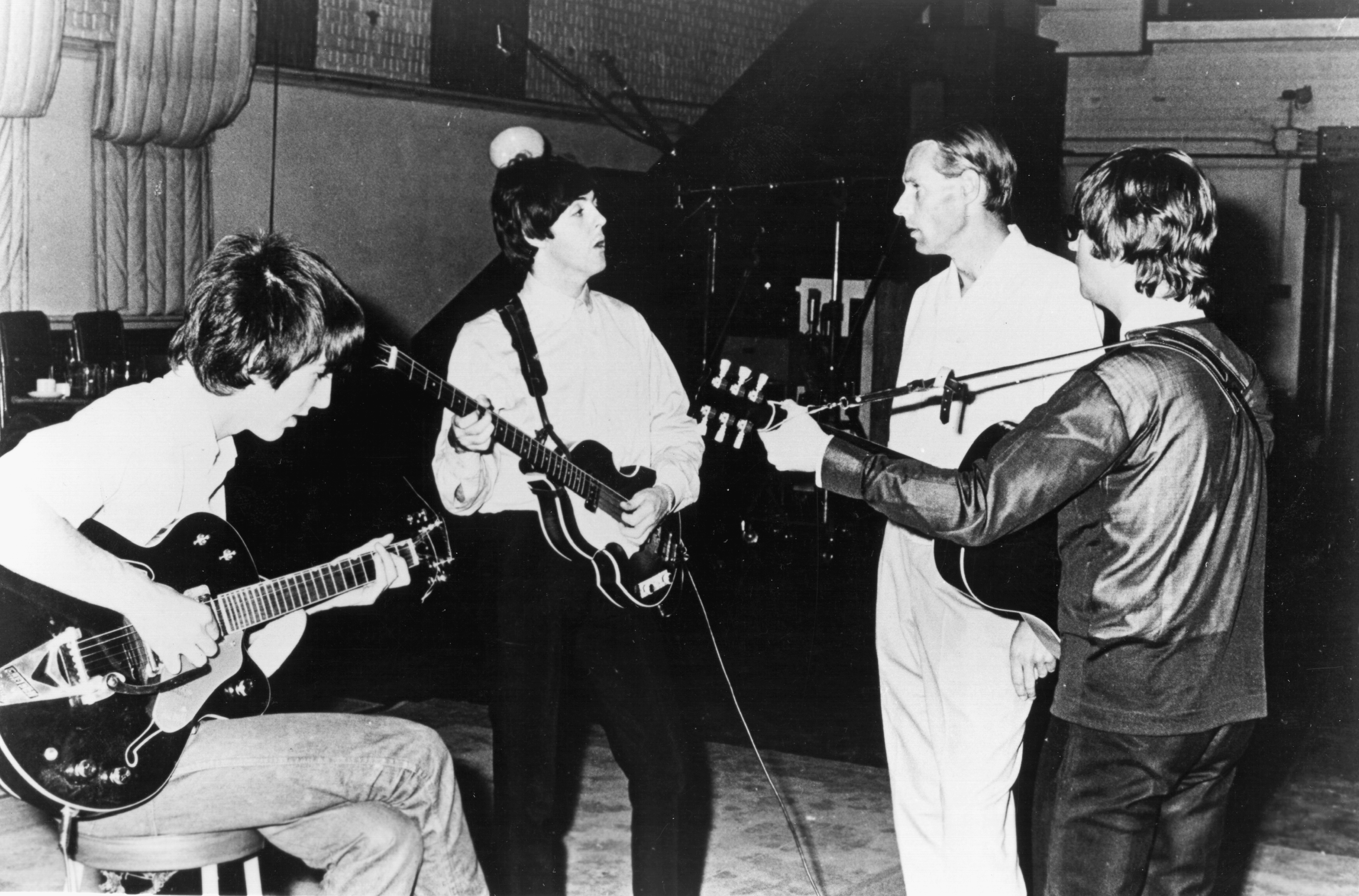
Avec leurs albums de 1967, les Beatles utilisent au maximum les possibilités offertes par le travail en studio. Ici avec Georges Martin

L'enregistrement des chansons constituant le double EP Magical Mystery Tour est assez étalé. La chanson titre est enregistrée dès que Paul McCartney a l'idée du film, entre le 25 avril et le 3 mai 1967, alors que Sgt. Pepper's n'est pas encore sorti. Plusieurs séances sont nécessaires, notamment pour l'ajout de nombreuses percussions, et quatre trompettistes participent à la séance du 27 avril pour enregistrer le motif musical qui ouvre la chanson (McCartney enregistre d'autres voix et effets lors d'une dernière séance le 7 novembre suivant). La deuxième chanson enregistrée l'est bien plus tard : il s'agit de Your Mother Should Know, les 22 et 23 août, aux studios Chapell de Londres (ceux d'Abbey Road étant tous occupés). Deux versions sont enregistrées, la première n'étant pas jugée satisfaisante par McCartney, qui la choisit finalement quelques mois plus tard en y rajoutant quelques instruments supplémentaires. C'est durant ces séances que Brian Epstein rend pour la dernière fois visite au groupe. Le 5 septembre, peu après ses funérailles, le groupe est de retour en studio pour enregistrer la piste rythmique d'I Am the Walrus.
Les jours suivants sont consacrés au travail sur Blue Jay Way et l'instrumental Flying. Il s'agit du premier instrumental publié par le groupe, bien qu'ils aient également enregistré deux ans auparavant 12-Bar Original (inédit jusqu'en 1995). Le morceau est improvisé par le groupe autour d'un mellotron aux sonorités de trombone. Du 25 au 29 septembre, le groupe se consacre à The Fool on the Hill, ainsi qu'à de nombreux overdubs sur Your Mother Should Know, Flying et surtout I Am the Walrus (modification des voix, nombreux bruitages et effets, ajout d'extraits d'émissions radio qui concluent la chanson). D'autres ajouts d'instrumentations sont faits sur Blue Jay Way et The Fool on the Hill (ajout des parties de flûte caractéristiques du morceau) les 6 et 20 octobre. Hello, Goodbye, enregistrée du 2 octobre au 2 novembre et entendue durant le générique final du téléfilm, n'est pas incluse dans le E.P. mais sortie sur la face A du single promotionnel couplée à I Am the Walrus. Tous les mixages sont réalisés courant novembre.
En ce qui concerne l'album produit par Capitol, outre Hello, Goodbye qui ouvre la face 2, il contient quatre chansons supplémentaires publiées en single en 1967, les enregistrements s'étalent sur une période bien plus vaste. L'enregistrement de Strawberry Fields Forever remonte à la fin de l'année 1966 et s'étire du 24 novembre au 22 décembre. Les séances de Penny Lane lui succèdent, du 29 décembre au 17 janvier. Baby, You're a Rich Man, est enregistrée le 11 mai 1967 aux studios Olympic dans l'optique de l'inclure dans le film d'animation Yellow Submarine mais utilisée comme la face B d'un single. Sa face A, All You Need Is Love, voit ses enregistrements survenir dans la deuxième quinzaine de juin, la plus grande partie ayant lieu en direct à la télévision le 25 juin. Toutes ces séances ont en commun la complexité du résultat souhaité, qui pousse à des enregistrements par des musiciens professionnels (cuivres, violons, flûte), mais aussi des ajouts de bruitages. Pour parvenir au résultat souhaité, les Beatles ont par ailleurs recours à un nombre de prises amplement supérieur à leurs habitudes des années précédentes.

### Pochettes
La couverture du double E.P., créée par l'illustrateur américain John Van Hamersveld (en), présente une photo du groupe costumé en différents animaux, les bras ouverts, devant un fond étoilé sous le mot « Beatles » formé d'étoiles jaunes. Le titre du disque en lettres multicolores est placé dans la partie inférieure. La version 33 tours comprend la même image mais avec un cadre orangé et fissuré de bleu avec le titre des chansons entendues sur le E.P. dans la partie du haut et les autres de la face 2 dans celle du bas. Cette modification est l'œuvre de Peter Max. Les Beatles costumés portent des masques d'animaux qui cachent leurs visages ; seul Ringo Starr est reconnaissable. McCartney est costumé en hippopotame, Harrison en Lièvre de mars, Starr en perroquet et Lennon en morse, le célèbre walrus, souriant devant ses compagnons. Ces costumes sont portés lors du tournage du clip de I Am the Walrus. Loués de la compagnie Theatre-Zoo de Londres, des masques et capuches de loup, de gorille, de lézard, de poisson et deux différentes grenouilles étaient aussi disponibles lors du tournage.
Le costume de morse apporte son lot de questionnement. Dans la liste de chansons, on rajoute sous le titre I Am the Walrus, « (No you're not! said Little Nicola) » (Non, vous ne l'êtes pas ! dit la petite Nicola); Nicola Hale est la fillette de cinq ans qui joue dans le film. Quelques mois plus tard, dans la chanson Glass Onion, John chante que « The walrus was Paul » (Le morse était Paul). Finalement, dans sa chanson God sur Plastic Ono Band, il réaffirme « I was the walrus » (J'étais le morse). En entrevue en 1980, Paul McCartney affirme qu'il a porté le costume du morse lors de la photo de groupe mais, étant gaucher, il est clair qu'il porte celui de l'hippopotame dans la section filmée avec Lennon en morse au piano.
Les deux versions du disque possèdent une pochette qui s'ouvre. Elles incluent un livret de 24 pages avec des photos tirées du film et une bande dessinée de son scénario réalisée par Bob Gibson (en), l'illustrateur habituel du The Beatles Monthly. Pour le E.P., les disques sont insérés dans des fentes de la pochette extérieure et le livret, avec les paroles des chansons dans ses pages centrales, est rattaché à celle-ci. Pour le « long play » américain, les paroles sont écrites sur les à-plats de la pochette elle-même et le livret, cette fois grand format, est inséré dans la pochette, tout comme le 33 tours. Au dos, on voit une photo du groupe vêtus de smoking blancs, prise lors du tournage du clip de la chanson Your Mother Should Know, augmentée d'un effet kaléidoscopique. Les photographes David Redfern (en) et John Kelly sont présents lors du tournage mais ce sont les photos de ce dernier qui sont utilisées pour la pochette et le livret.

### Parution et réception
Magical Mystery Tour pose un problème aux Beatles. Le single Hello, Goodbye/I Am the Walrus est sorti le 24 novembre, mais les sept chansons entendues dans le film ne pourront être publiées sur ce format, ni sur un simple EP, qui ne contient habituellement que quatre chansons. À l'inverse, le nombre est bien trop faible pour un album qui en contient au moins douze. De plus, conscient que la structure de l'œuvre ressemble à l'album précédent (chanson thématique d'ouverture, son psychédélique, etc.), le groupe veut s'assurer que ce disque ressemble plus à une bande-son qu'un album en soi. Il est finalement décidé de produire une version sous forme de double E.P. proposant six chansons (Hello, Goodbye, dont un extrait est joué lors du générique final, ne sera pas incluse), ainsi qu'un volumineux livret illustré de photographies tirées du film, et d'une adaptation en bande dessinée.

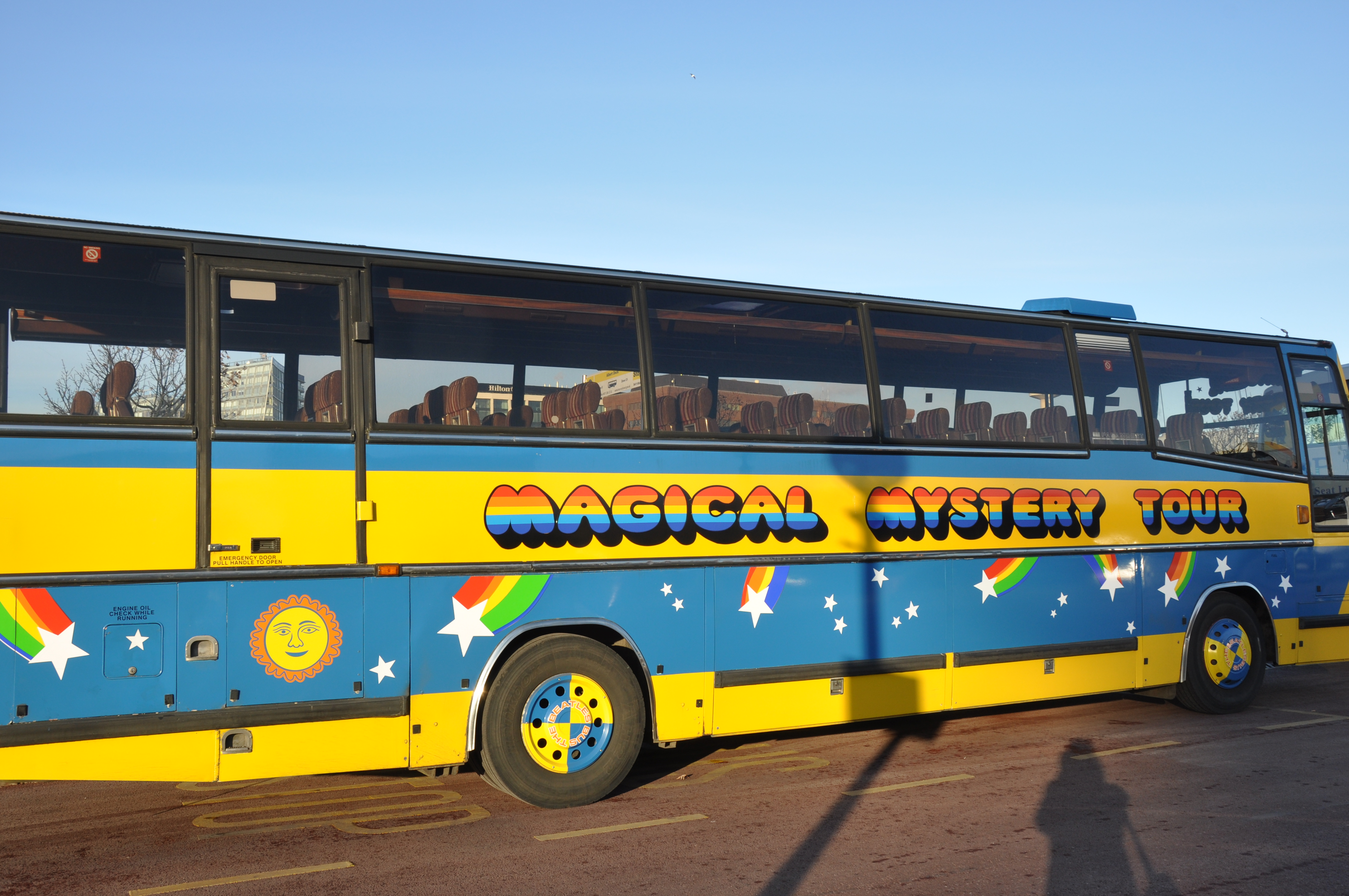
Des reproductions du bus, décor du film Magical Mystery Tour, sont désormais utilisées pour des visites thématiques de Liverpool.

Il s'agit du second et dernier E.P. officiel de chansons inédites publié par les Beatles dans les années 1960, à une époque où ce format est délaissé par le public, et du seul publié en mono et en stéréo. Le disque sort d'ailleurs six jours après l'abandon d'un classement spécial pour les ventes de ce format. Malgré cela, le disque fait l'objet de 400 000 précommandes et se vend à 600 000 exemplaires en à peine un mois après sa commercialisation, le 8 décembre 1967. Il atteint la deuxième place des ventes de singles, exploit pour un disque beaucoup plus cher que ses concurrents.
Le marché américain, en revanche, répond à des besoins différents, le format E.P. n'ayant jamais réussi à y faire ses preuves. Capitol Records avait par ailleurs l'habitude de proposer au marché américain des albums différents, adaptés aux normes du pays et maximisant les ventes. Mais depuis la signature, le 26 janvier 1967, du nouveau contrat liant les Beatles et EMI, la filiale américaine ne peut plus modifier le contenu des disques. Le label obtient tout de même le droit de transformer ce double E.P. en un album 33 tours. Il est donc décidé de publier Magical Mystery Tour avec en face 1 les chansons de l'E.P. britannique et en face 2 cinq chansons publiées en 45 tours en 1967 (Strawberry Fields Forever, Penny Lane, Baby, You're a Rich Man, All You Need Is Love et Hello, Goodbye). La formule rencontre très rapidement un grand succès après sa publication, le 27 novembre 1967. Ainsi, au bout de dix jours, les recettes s'élèvent déjà à huit millions de dollars. L'album reste 8 semaines #1 aux États-Unis. Dès janvier 1968, la version importée des États-Unis se vend au Royaume-Uni, atteignant la 31e place des charts. Ce 33 tours est aussi publié l'année suivante en Australie sous le nom Magical Mystery Tour and Other Splendid Hits.
Le 4 décembre 1976, le 33-tours est officiellement publié au Royaume-Uni mais n'est pas inclus dans le boîtier renfermant tous les albums du groupe publié deux ans plus tard. Les chansons rajoutées sur la face 2 ne seront tout de même pas incluses dans Rarities, le disque bonus de cette collection. La version américaine sera finalement intégrée à la discographie officielle du groupe lors de la réédition des albums sur CD en 1987 lorsqu'il est publié le 21 septembre sans son livret élaboré. Dans la réédition de 2009, tous les disques portent l'étiquette « Parlophone » ou « Apple » sauf celui-ci qui affiche celle de « Capitol ». Il retrouve pour l'occasion son livret d'origine avec, en supplément, un texte sur son historique et un autre sur les détails des enregistrements. En 2012, Apple Corps a réédité le film en DVD et Bluray accompagné d'un livret de 60 pages et le E.P. en vinyle simultanément à une présentation dans des salles de cinéma.
D'un point de vue critique, le E.P. est considéré comme assez bon, même si la version publiée sur album l'emporte,. L'album lui-même est considéré comme une suite logique de Sgt. Pepper's Lonely Hears Club Band, bien qu'il manque l'unité de celui-ci. L'avalanche de tubes de la face B contribue fortement à la qualité du disque. Intégrés à ce disque, ces titres tous publiés en 1967 n’apparaissent donc pas sur les compilations Past Masters publiées en 1988. John Lennon a déclaré au sujet du disque : « Magical Mystery Tour est un de mes albums préférés parce qu'il est tellement bizarre. I'm the Walrus est aussi une de mes chansons préférées — parce que je l'ai écrite, bien sûr, mais aussi parce que c'est une de celles qui ont en elles assez de petits machins décousus pour maintenir l'intérêt même au bout de cent ans. » Au sujet de The Fool on the Hill, souvent considérée comme une des meilleures chansons du disque et de son auteur, Paul McCartney, Lennon, souvent critique envers les compositions de son confrère, déclare peu avant de mourir en 1980 : « De très bonnes paroles, encore une fois. Elle prouve que Paul est capable d'écrire des chansons complètes ».

## Analyse artistique

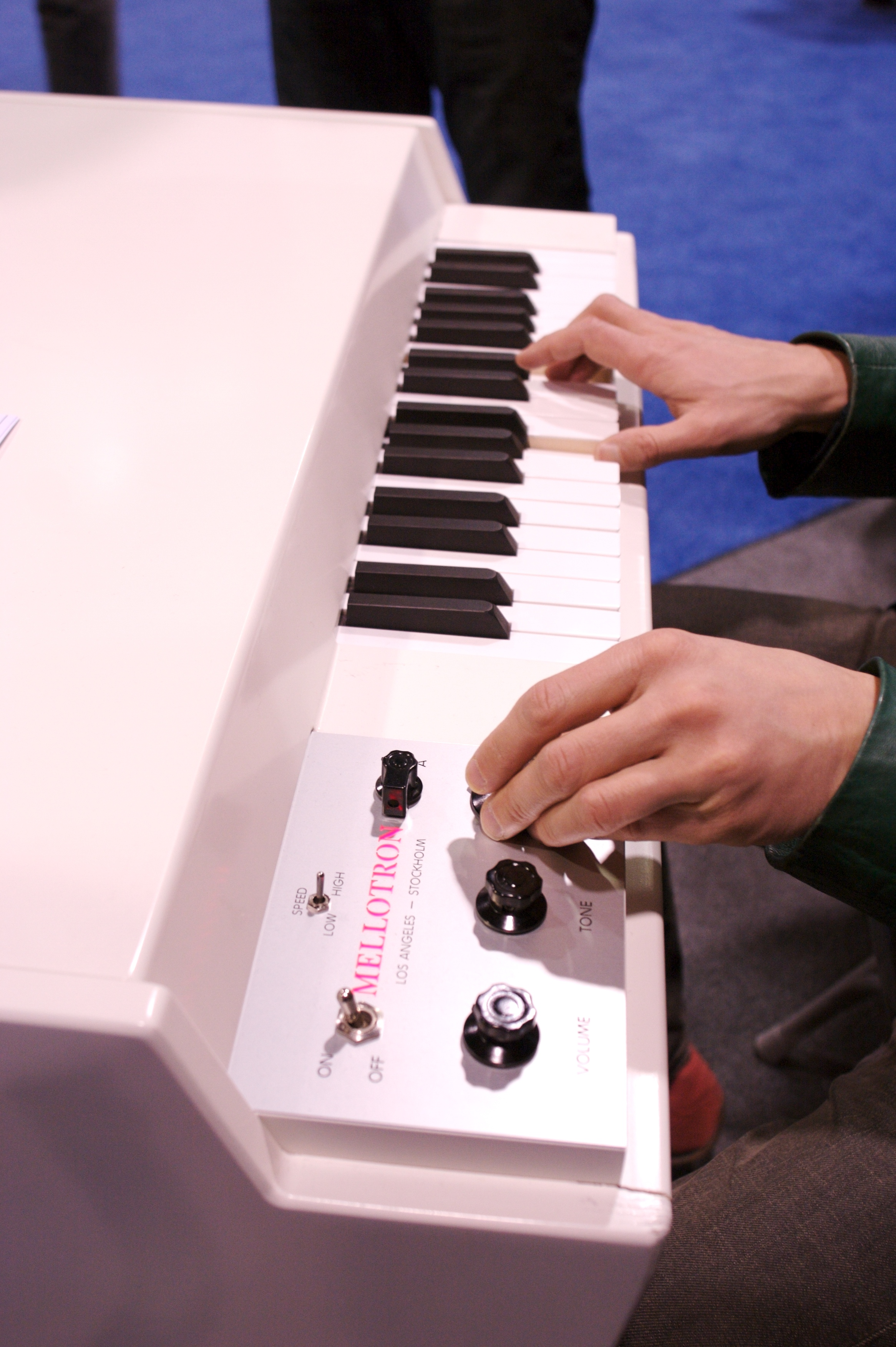
Le mellotron est utilisé sur plusieurs chansons du disque.

Le téléfilm, diffusé en noir et blanc sur la BBC à Noël 1967, est considéré comme le premier échec artistique des Beatles. Il se fait littéralement démolir par la critique. Il est vrai que, sur une idée nébuleuse de Paul McCartney, le tournage s'est avéré « mystérieux », même pour les acteurs y participant : le bus s'arrêtait au gré des envies du groupe pour tourner nombre de scènes souvent surréalistes ou loufoques. L'absence de couleur lors de la retransmission a également privé le film d'une partie de son identité visuelle, les effets spéciaux reposant souvent sur elle. Devant le flot de critiques, McCartney doit défendre le film sur le plateau de David Frost. Cela n'empêche pas le film d'être par la suite apprécié par certains : Steven Spielberg a ainsi rapporté à McCartney qu'il avait étudié le film lors de sa formation. Les six compositions accompagnant le film ont pour leur part été très appréciées. Comme à leur habitude dans ces circonstances, les Beatles n'ont pas composé leurs chansons en prévision du film et ont, à l'inverse, adapté le tournage à leur musique. Ainsi, pour trouver un passage adapté à The Fool on the Hill, Paul McCartney est spontanément parti tourner une séquence à Nice.
La seule chanson écrite en prévision du film est Magical Mystery Tour, qui est venue à l'esprit de McCartney en même temps que le projet de film lui-même. Utilisée comme introduction, elle prend la forme d'une réclame pour cette promenade en bus (« mystery tour » qui désigne en anglais ce genre de virée dont les passagers ne connaissent pas la destination). McCartney domine l'E.P. puisqu'il apporte également Your Mother Should Know (composée au printemps possiblement en prévision de l'émission Our World) qui traite du conflit de générations sur un air de music-hall, et The Fool on the Hill, connue notamment pour ses parties de flûte, qui raconte l'histoire d'un homme mystérieux vivant sur une colline. Les deux compositions centrales de la face 1 du disque américain partagent un thème nébuleux. L'instrumental Flying (seul instrumental publié par les Beatles sur leurs albums studio) se termine dans une cacophonie de sons étouffés, tandis que l'apport de George Harrison, Blue Jay Way est joué dans une atmosphère sombre accentuée par l'orgue, et les nombreux effets sonores auxquels elle a recours pour rendre le son brumeux. Pourtant, cette dernière chanson est en réalité une blague sur un ami retardataire, Derek Taylor.
John Lennon n'apporte qu'une contribution à l'E.P., mais il s'agit de la chanson la plus connue, le psychédélique I Am the Walrus. Long patchwork de trois chansons regroupées, le morceau joue sur le terrain du non-sens avec des paroles surréalistes inspirées de Lewis Carroll. Son aspect déconstruit est amplifié par les nombreux effets sonores et instrumentaux : cris, violons, cuivres, et même émissions de radio. L'enregistrement, prolongé sur un mois, est symbolique du style des Beatles en 1967.
Les titres proposés en face 2 de l'album américain sont dans la même veine. Penny Lane et Strawberry Fields Forever, issues des séances du disque Sgt. Pepper's, partagent cette débauche d'effets sonores et d'instruments classiques : il s'agit, en parallèle, de la vision de Liverpool par McCartney et Lennon. Alors que le premier dresse une description précise de personnages pittoresques, le second part du nom d'un orphelinat voisin de sa maison d'enfance pour s'élever dans des pensées plus métaphoriques et personnelles. All You Need Is Love et Baby, You're a Rich Man, chansons du 45 tours sorti en plein Summer of Love, s'inscrivent dans la mouvance hippie (la seconde s'adressant directement à elle) et la proclamation du pouvoir de l'amour, avec également des orchestrations travaillées. Enfin, Hello, Goodbye est une chanson de Paul McCartney sur le thème de la dualité des choses. Un extrait de celle-ci est entendu pendant le générique final du téléfilm mais n'est pas incluse dans le E.P. Placée en ouverture de la face 2 du 33 tours, elle a été préalablement publiée en face A d'un 45 tours avec I Am the Walrus reléguée en face B, au grand dam de Lennon.

## Fiche technique

### Liste des chansons

#### Édition britannique en «double E.P.»
Sur l'étiquette de chacune des faces est inscrit « THE BEATLES In Songs and Music from the T.V. Film “ Magical Mystery Tour ” ».
Toutes les chansons sont écrites et composées par John Lennon et Paul McCartney, sauf mention contraire.
| 1. | Magical Mystery Tour    |  | Paul McCartney | 2:51 |
| 2. | Your Mother Should Know |  | Paul McCartney | 2:29 |

| 3. | I Am the Walrus |  | John Lennon | 4:37 |

| 4. | The Fool on the Hill |                                                           | Paul McCartney | 3:00 |
| 5. | Flying               | John Lennon, Paul McCartney, George Harrison, Ringo Starr | Instrumental   | 2:16 |

| 6. | Blue Jay Way | George Harrison | George Harrison | 3:56 |

#### Édition américaine en album (et de la discographie maintenant officielle)
Les chansons de la face 1 sont placées dans l'ordre dans lequel ils apparaissent dans le film sauf pour les deux dernières qui sont inversées. La face 2 débute avec la chanson du générique final du film suivie de chansons préalablement publiées en 45-tours. À partir du 4 décembre 1976, lorsqu'il sera finalement publié en Angleterre, cet album fera partie de la discographie officielle.
Toutes les chansons sont écrites et composées par John Lennon et Paul McCartney, sauf mention contraire.
| 1. | Magical Mystery Tour    |                                                           | Paul McCartney  | 2:51 |
| 2. | The Fool on the Hill    |                                                           | Paul McCartney  | 3:00 |
| 3. | Flying                  | John Lennon, Paul McCartney, George Harrison, Ringo Starr | Instrumental    | 2:16 |
| 4. | Blue Jay Way            | George Harrison                                           | George Harrison | 3:56 |
| 5. | Your Mother Should Know |                                                           | Paul McCartney  | 2:29 |
| 6. | I Am the Walrus         |                                                           | John Lennon     | 4:37 |

| 7.  | Hello, Goodbye            |  | Paul McCartney              | 3:27 |
| 8.  | Strawberry Fields Forever |  | John Lennon                 | 4:10 |
| 9.  | Penny Lane                |  | Paul McCartney              | 3:02 |
| 10. | Baby, You're a Rich Man   |  | John Lennon, Paul McCartney | 3:03 |
| 11. | All You Need Is Love      |  | John Lennon                 | 3:48 |

#### Vidéoclips (DVD)
1. Strawberry Fields Forever (Official Video) - 4:24
2. Penny Lane (Official Video) - 3:07
3. All You Need Is Love (Official Video) - 3:49
4. Hello, Goodbye (Official Video) - 3:29

### Interprètes
The Beatles :
- John Lennon : chant, guitare, piano, piano électrique, mellotron sur Strawberry Fields Forever, orgue, clavioline sur Baby You're a Rich Man , harmonica
- Paul McCartney : chant, basse, piano, mellotron, flûte à bec
- George Harrison : chant, guitare, orgue, harmonica
- Ringo Starr : batterie, percussions

Musiciens additionnels :
- George Martin : piano
- Mal Evans : percussions
- Neil Aspinall : percussions
- Christoper Taylor, Richard Taylor, Jack Ellory, Ray Swinfield, P. Goody, Manny Winters, Dennis Walton : flûte
- David Mason, Elgar Howarth, Roy Copestake, John Wilbraham, Tony Fisher, Greg Bowen, Derek Watkins, Stanley Roderick, Leon Calvert, Freddy Clayton, Bert Courtley, Duncan Campbell, Sidney Sax, Patrick Halling, Eric Bowie, Jack Holmes, Stanley Woods : trompette
- Rex Morris, Don Honeywill : saxophone
- Neill Sanders, Tony Tunstall, Morris Miller, Dick Morgan, Mike Winfield, Frank Clarke, David Morgan, Evan Watkins, Henry Spain : cuivres
- Sidney Sax, Jack Rothstein, Ralph Elman, Andrew McGee, Jack Greene, Louis Stevens, John Jezzard, Jack Richards : violon
- Lionel Ross, Eldon Fox, Brian Martin, Terry Weil, John Hall, Derek Simpson, Norman Jones, Brian Martin : violoncelle
- Ken Essex, Leo Birnbaum : alto
- Jack Emblow : accordéon
- Brian Kramer : vibraphone
- Mick Jagger, Brian Jones, Keith Richards, Marianne Faithfull, Keith Moon, Eric Clapton, Pattie Harrison, Jane Asher, Mike McCartney, Maureen Starkey, Graham Nash, Gary Leeds, Hunter Davies (en), Peggie Allen, Wendy Horan, Pat Whitmore, Jill Utting, June Day, Sylvia King, Irene King, G. Mallen, Fred Lucas, Mike Redway, John O'Neill, F. Dachtler, Allan Grant, D. Griffiths, J. Smith, J. Fraser : chœurs

### Équipe de production
- George Martin : producteur
- Geoff Emerick : ingénieur du son
- Ken Scott : ingénieur du son
- Richard Lush : ingénieur du son
- Graham Kirby : ingénieur du son
- Jeff Jarratt : ingénieur du son
- Phil McDonald : ingénieur du son

## Classements hebdomadaires

### Édition en double EP
| Classement (1967-1968)             | Meilleure place |
| ---------------------------------- | --------------- |
| Australie (Go-Set National Top 40) | 3               |
| Irlande (IRMA)                     | 17              |
| Norvège (VG-lista)                 | 5               |
| Pays-Bas (Single Top 100)          | 2               |
| Royaume-Uni (UK Singles Chart)     | 2               |
| Suisse (Schweizer Hitparade)       | 6               |

### Édition en album
| Classement (1967-1968)        | Meilleure place |
| ----------------------------- | --------------- |
| Allemagne (Media Control AG)  | 8               |
| États-Unis (Billboard 200)    | 1               |
| Norvège (VG-lista)            | 13              |
| Royaume-Uni (UK Albums Chart) | 31              |

| Classement (1975)        | Meilleure place |
| ------------------------ | --------------- |
| Nouvelle-Zélande (RIANZ) | 12              |

| Classement                         | Meilleure place |
| ---------------------------------- | --------------- |
| Allemagne (Media Control AG)       | 23              |
| Autriche (Ö3 Austria Top 40)       | 59              |
| Belgique (Flandre Ultratop)        | 43              |
| Belgique (Wallonie Ultratop)       | 51              |
| Espagne (Promusicae)               | 86              |
| Finlande (Suomen virallinen lista) | 37              |
| France (SNEP)                      | 176             |
| Italie (FIMI)                      | 44              |
| Nouvelle-Zélande (RIANZ)           | 37              |
| Pays-Bas (Mega Album Top 100)      | 37              |
| Portugal (AFP)                     | 23              |
| Royaume-Uni (UK Albums Chart)      | 33              |
| Suède (Sverigetopplistan)          | 29              |
| Suisse (Schweizer Hitparade)       | 64              |

## Certifications
Édition en album
| Pays                    | Certification | Unités certifiées | Date de certification |
| ----------------------- | ------------- | ----------------- | --------------------- |
| Australie (ARIA)        | Platine       | 70 000            | 2009                  |
| Canada (Music Canada)   | 4 × Platine   | 400 000           | 24 mars 1995          |
| États-Unis (RIAA)       | 6 × Platine   | 6 000 000         | 25 juillet 2000       |
| Nouvelle-Zélande (RMNZ) | Or            | 7 500             | 2009                  |
| Royaume-Uni (BPI)       | Platine       | 300 000           | 22 juillet 2013       |

## Culture populaire
On aperçoit cet album sur le mur chez le disquaire dans une scène du film Orange Mécanique de Stanley Kubrick.